# 35446 Stáňa
(35446) Stáňa, denumire internațională (35446) Stana, este un asteroid din centura principală de asteroizi.

## Descriere
35446 Stáňa este un asteroid din centura principală de asteroizi. A fost descoperit pe 6 februarie 1998 la Observatorul Kleť de Jana Tichá și Miloš Tichý. Asteroidul prezintă o orbită caracterizată de o semiaxă mare de 2,35 ua, o excentricitate de 0,23 și o înclinație de 6,3° în raport cu ecliptica.